# Justin McCarthy (Eishockeyspieler)

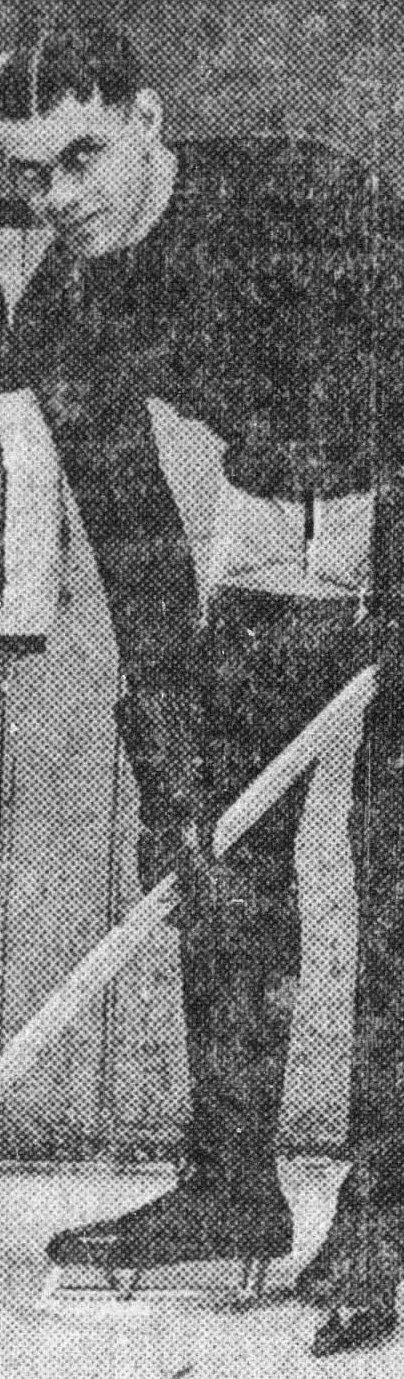
Justin McCarthy

Justin Jeremiah McCarthy (* 25. Januar 1899 in Charlestown, Massachusetts; † 8. April 1976 in Centerville, Massachusetts) war ein US-amerikanischer Eishockeyspieler.

## Karriere
Justin McCarthy nahm für die US-amerikanische Nationalmannschaft an den Olympischen Winterspielen 1924 in Chamonix teil. Mit seinem Team gewann er die Silbermedaille. Er selbst kam im Turnierverlauf in fünf Spielen zum Einsatz und erzielte dabei acht Tore. Auf Vereinsebene spielte er für die Boston Athletic Association. 

## Erfolge und Auszeichnungen
- 1924 Silbermedaille bei den Olympischen Winterspielen